# Обри ан Ексм
Обри ан Ексм (фр. Aubry-en-Exmes) је насеље и општина у северној Француској у региону Доња Нормандија, у департману Орн која припада префектури Аржантан.
По подацима из 2011. године у општини је живело 304 становника, а густина насељености је износила 31,67 становника/km². Општина се простире на површини од 9,6 km². Налази се на средњој надморској висини од 100 метара (максималној 220 m, а минималној 89 m).

## Демографија
| 1962. | 1968. | 1975. | 1982. | 1990. | 1999. | 2011. |
| ----- | ----- | ----- | ----- | ----- | ----- | ----- |
| 225   | 238   | 206   | 263   | 253   | 243   | 304   |

График промене броја становника у току последњих година